# Мизула (озеро)
Мизула (англ. Missoula) — приледниковое озеро, периодически существовавшее на территории западной части современного штата Монтана, США в конце последнего ледникового периода, 15 — 13 тысяч лет назад. Занимало территорию около 7770 км²; объём составлял около 2100 км³ (почти половина объёма современного озера Мичиган). В 1966 году было объявлено национальным памятником природы. Знак, отмечающий местонахождение озера, расположен в 109 километрах (68 милях) к северо-западу от города Мизула, к востоку от Монтанского шоссе № 382.
Исследование озера послужило сильным опорным элементом в поддержку теории американского геолога Джона Харлена Бретца о дилювиальном происхождении местности, известной как Чаннелд-Скаблендс. Образование озера было связано с продвижением языка Кордильерского ледника, что привело к образованию естественной ледяной плотины на реке Кларк-Форк. Предполагаемая высота плотины составляла около 610 м.
Периодические прорывы ледяной плотины были причиной катастрофических мизулских наводнений, которые обрушивались на восточную часть современного штата Вашингтон и далее, вниз по ущелью реки Колумбия, около 40 раз за период в 2000 лет. Эти масштабные наводнения вынесли в общей сложности около 210 км³ лёсса и осадочного материала и транспортировали его вниз по течению.